# Saison 2012 de l'équipe cycliste Roubaix Lille Métropole
La saison 2012 de l'équipe cycliste Roubaix Lille Métropole est la sixième de cette équipe.

## Préparation de la saison 2012

### Arrivées et départs
| Arrivées         | Équipe 2011          |
| ---------------- | -------------------- |
| Pierre Drancourt | ESEG Douai           |
| Fabien Schmidt   | UC Nantes Atlantique |
| Boris Zimine     | CC Étupes            |

| Départs         | Équipe 2012        |
| --------------- | ------------------ |
| Nicolas Bonnet  |                    |
| Benoît Daeninck | CC Nogent-sur-Oise |
| Steven Tronet   | Auber 93           |

## Coureurs et encadrement technique

### Effectif
| Cycliste         | Date de naissance | Nationalité | Équipe 2011             |
| ---------------- | ----------------- | ----------- | ----------------------- |
| Matthieu Boulo   | 11 mai 1989       | France      | Roubaix Lille Métropole |
| Anthony Colin    | 22 mars 1985      | France      | Roubaix Lille Métropole |
| Loïc Desriac     | 21 juillet 1989   | France      | Roubaix Lille Métropole |
| Pierre Drancourt | 10 mai 1982       | France      | ESEG Douai              |
| Mathieu Drouilly | 31 janvier 1986   | France      | Roubaix Lille Métropole |
| Denis Flahaut    | 28 novembre 1978  | France      | Roubaix Lille Métropole |
| Julien Guay      | 9 octobre 1986    | France      | Roubaix Lille Métropole |
| Morgan Kneisky   | 31 août 1987      | France      | Roubaix Lille Métropole |
| Kévin Lalouette  | 18 février 1984   | France      | Roubaix Lille Métropole |
| Florian Le Corre | 27 mai 1985       | France      | Roubaix Lille Métropole |
| Fabien Schmidt   | 23 mars 1989      | France      | UC Nantes Atlantique    |
| Boris Zimine     | 2 juin 1990       | France      | CC Étupes               |
| Stagiaire        | Date de naissance | Nationalité | Équipe 2012             |
| Rudy Kowalski    | 18 août 1990      | France      | VC Rouen 76             |

## Bilan de la saison

### Victoires
| Date       | Course                             | Pays   | Classe | Vainqueur      |
| ---------- | ---------------------------------- | ------ | ------ | -------------- |
| 17/06/2012 | 3e étape des Boucles de la Mayenne | France | 2.2    | Morgan Kneisky |
| 11/08/2012 | 3e étape de la Mi-août en Bretagne | France | 2.2    | Fabien Schmidt |

### Classement UCI

#### UCI Europe Tour
L'équipe Roubaix Lille Métropole termine à la quarante-huitième place de l'Europe Tour avec 304 points. Ce total est obtenu par l'addition des points des huit meilleurs coureurs de l'équipe au classement individuel,.
| Rang  | Coureur          | Points |
| ----- | ---------------- | ------ |
| 197   | Fabien Schmidt   | 76     |
| 275   | Denis Flahaut    | 56     |
| 295   | Morgan Kneisky   | 51     |
| 333   | Loïc Desriac     | 43     |
| 392   | Julien Guay      | 36     |
| 554   | Pierre Drancourt | 20     |
| 695   | Kévin Lalouette  | 14     |
| 886   | Boris Zimine     | 8      |
| 1 124 | Anthony Colin    | 3      |